# Leida Laius

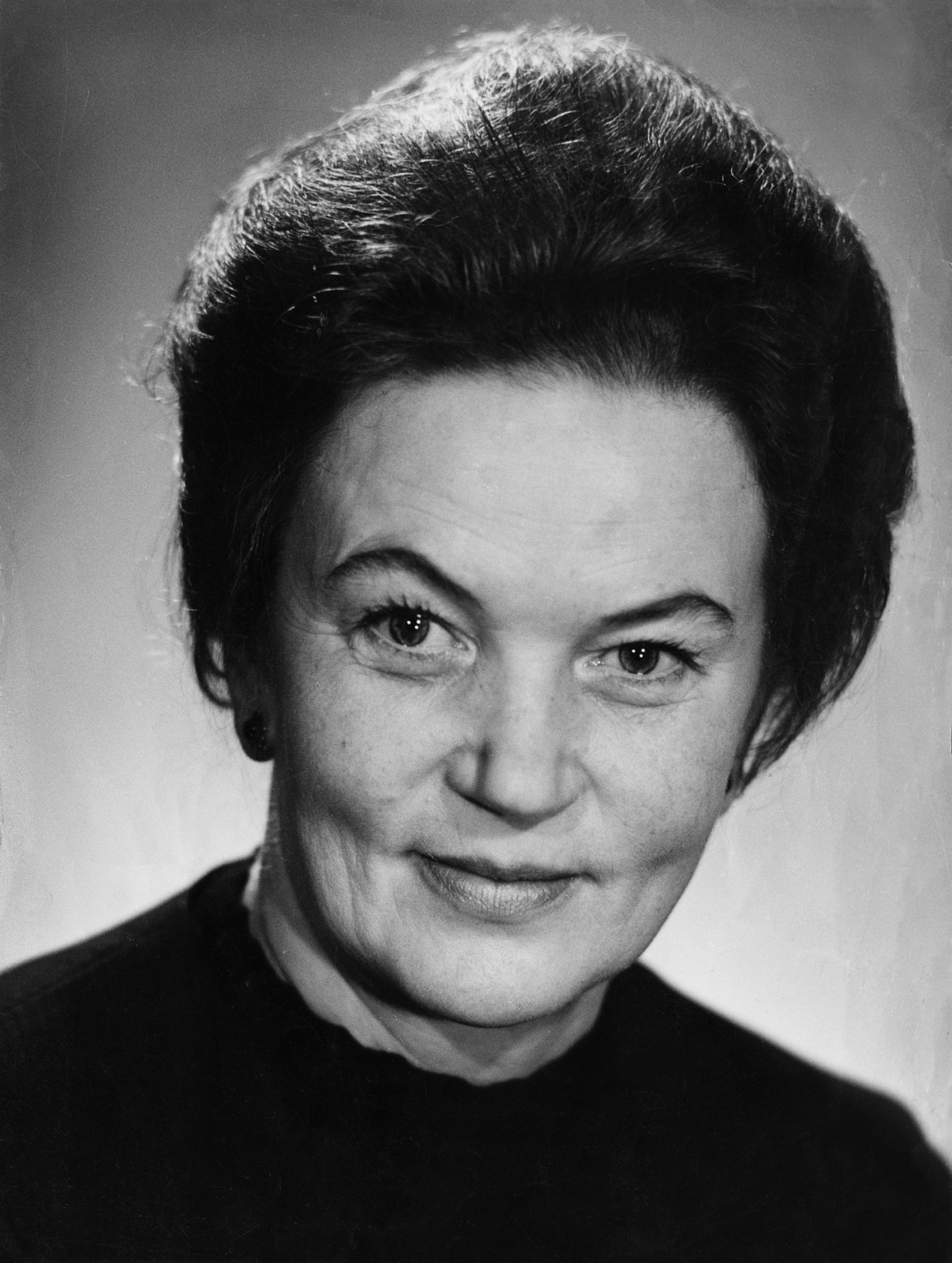
Leida Laius (1970)

Leida Laius (geboren am 26. März 1923 in Horoschewo, Kreis Kingissep, Russland; gestorben am 6. April 1996 in Tallinn) war eine estnische Filmregisseurin. Sie zählt zu den renommiertesten Filmschaffenden des estnischen Kinos. 1995 wurde sie von der Estnischen Kulturstiftung mit dem Preis für das Lebenswerk in besonderer Anerkennung für ihren Beitrag zur estnischen Kulturgeschichte gewürdigt.

## Leben
Leida Laius stammte aus einer wohlhabenden Bauernfamilie und wuchs in Jamburg, später umbenannt in Kingissep, in der Nähe von Sankt Petersburg auf. Ihre Mutter Armanda war Estin und kam aus einer großbürgerlichen Familie in Narva, der Vater war Russe. Er wurde in der Stalinära in den späten 1930er Jahren als Kulak in ein Arbeitslager deportiert und dort im Zuge der sogenannten Großen Kulakenoperation hingerichtet.
Leida Laius meldete sich freiwillig zur Roten Armee während des Zweiten Weltkrieges und diente als Krankenpflegerin im Feldlazarett für Leichtverwundete Nr. 3826 der 22. Armee sowie Bibliothekarin. Sie war Mitglied des Komsomol und Unteroffizierin des Verwaltungsdienstes. Für ihren Kriegsdienst wurde sie 1944 mit der Medaille „Für Verdienste im Kampf“, 1945 mit der Medaille „Sieg über Deutschland“ sowie 1985 mit dem Orden des Vaterländischen Krieges II. Klasse ausgezeichnet.
Nach der Befreiung Estlands 1944 kam sie nach Tallinn. Von 1945 bis 1947 arbeitete sie als Inspektorin im Ministerium für Lebensmittelindustrie, von 1947 bis 1949 als Beamtin im Büro des Architektenverbandes und von 1950 bis 1951 als Inspektorin in der Theaterabteilung des estnischen Kultusministeriums.
Während dieser Zeit absolvierte sie eine Ausbildung als Schauspielerin am Estnischen Theaterinstitut, die sie 1950 abschloss. Von 1951 bis 1955 war sie Teil des Ensembles am Estnischen Dramatheater in Tallinn. Ab 1960 arbeitete sie bei Tallinnfilm. 1962 schloss Leida Laius ihr Studium am Gerassimow-Institut für Kinematographie (damals Staatliches All-Unions-Institut für Kinematographie), der staatlichen Filmhochschule in Moskau, mit einem Diplom in Regie ab. Als Diplomarbeit reichte Laius den Kurzfilm Õhtust hommikuni (auf Deutsch: Vom Abend bis zum Morgen) ein. Im gleichen Jahr wurde sie Mitglied im estnischen Filmverband.
Im Jahr 1995, ein Jahr vor ihrem Tod, wurde sie von der Estnischen Kulturstiftung mit dem Preis für ihr Lebenswerk geehrt. Er wird in besonderer Anerkennung für den Beitrag einer Person zur estnischen Kulturgeschichte vergeben.

## Werk
Die Spielfilme von Leida Laius sind stets von einer starken schauspielerischen Leistung geprägt, so wurde Maria Klenskaja in der Rolle der Valentina Saar im Film Das verpasste Treffen (Varastatud kohtumine) im Jahr 1989 beim All-Union Festival der Schauspieler in Kaliningrad mit dem Preis als Beste Schauspielerin ausgezeichnet und Hendrik Toompere 1987 als Bester männlicher Hauptdarsteller in Spiele für Schulkinder (Naerata ometi) beim Festival International de Films de Femmes (FIFF) in Créteil.
Im Zentrum stehen starke Frauenfiguren, die Herausforderungen in Ehe und Mutterschaft begegnen oder sich in einem klassischen dramatischen Liebesdreieck aus unerwiderter Liebe und Eifersucht wiederfinden, wie in Libahunt aus dem Jahr 1968. Spiele für Schulkinder  ist ein Coming-of-age-Drama, in dem die Hauptfigur Mari ihren Platz unter Gleichaltrigen in einem Kinderheim behaupten muss und ihre erste Liebe erlebt. Der Film wurde ausschließlich mit Laiendarstellerinnen und -darstellern besetzt, sowie zum Teil an Originalschauplätzen und mit der Handkamera gedreht, was aus heutiger Sicht modern wirkt.
Leida Laius’ letzter Film, Das verpasste Treffen (Varastatud kohtumine), nimmt das Thema Mutterschaft in den Blick. Valentina kehrt nach der Entlassung aus dem Gefängnis auf der Suche nach ihrem Sohn Jüri nach Estland zurück. Valentina hat Jüri nach der Geburt in einem Kinderheim zurückgelassen, doch mittlerweile lebt er in einer Pflegefamilie in Tartu, bei der es ihm gutgeht. Sie meint, dass sie ihr Leben wieder in den Griff bekommen könne, wenn sie das Sorgerecht für ihr Kind wiedererhält. Da sie selbst in einem Waisenhaus aufgewachsen ist, muss sie sich jedoch schließlich der harten Realität stellen, dass dieser Wunsch nicht die beste Entscheidung für ihren Sohn ist. Die Regisseurin selbst beschrieb den Film als konzeptionelle Fortsetzung von Naerata ometi.
Eva Näripea, die Leiterin des Estnischen Filmarchivs, verglich Leida Laius’ Filme mit den neuen Erzählformen des sogenannten „Tauwetterkinos“, einer Ära der Neuen Welle des Films der 1960er Jahre in der Sowjetunion. Den Film Libahunt bezeichnete der estnische Filmkritiker Olev Remsu als einen der zehn besten Filme des estnischen Kinos.

## Würdigung

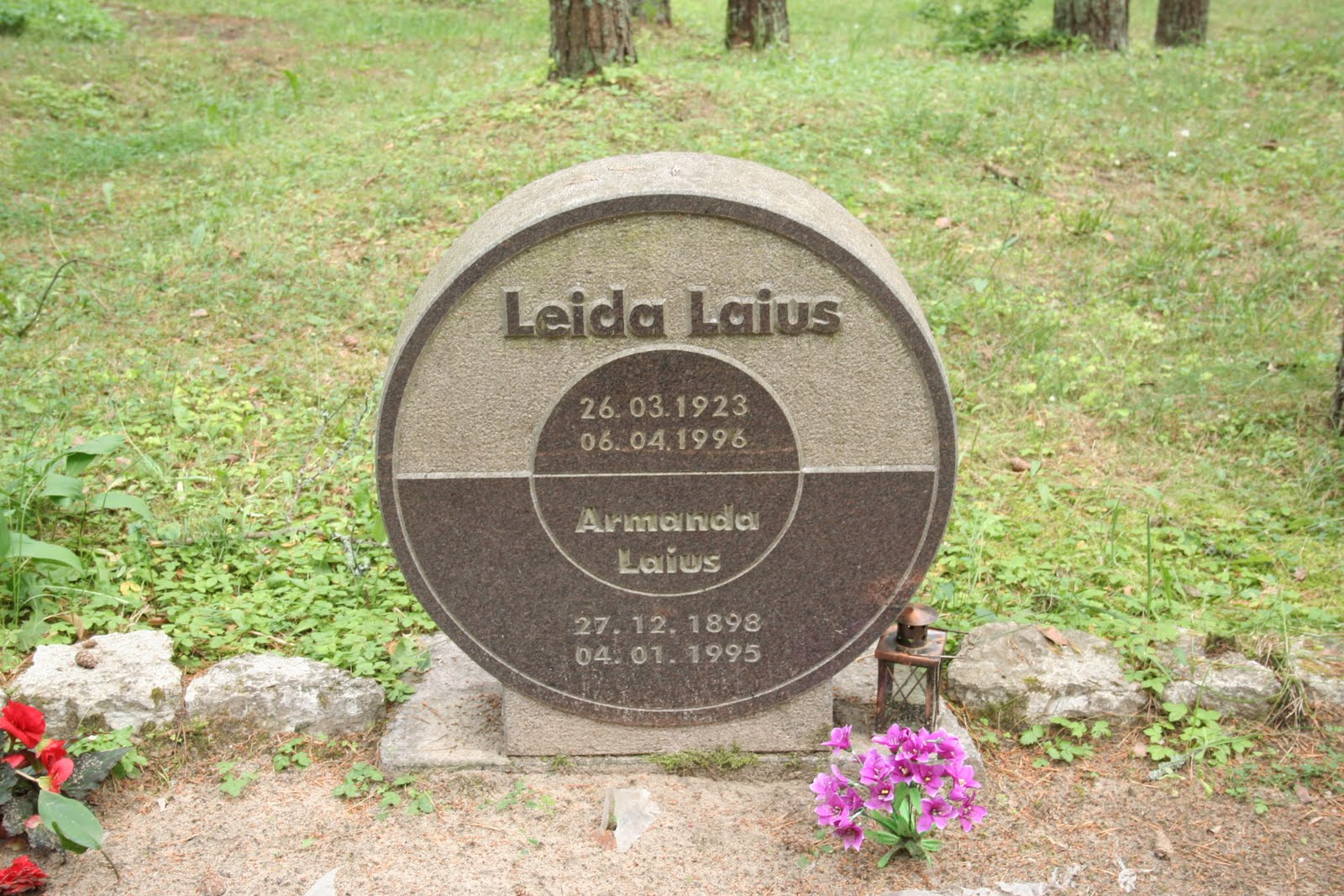
Grab von Leida und Armanda Laius auf dem Friedhof Pärnamäe in Tallinn

Jüri Sillart, der an Varastatud kohtumine, dem letzten Film von Laius, als Kameramann mitwirkte, veröffentlichte im Jahr 2002 einen Dokumentarfilm über die Regisseurin unter dem Titel Leida’s Story (Originaltitel: Kairiin).
Anlässlich ihres 100. Geburtstages im Jahr 2023 fand eine umfangreiche Retrospektive zu ihrem Leben und Werk in Tallinn und Tartu statt, zu dem Filmaufführungen, Diskussionsveranstaltungen und Ausstellungen mit Set-Fotografien aus dem Bestand des Estnischen Nationalarchivs in den Kinos Elektriteatri und Sõprus gehörten. Ihre Filme wurden daneben auf Streamingplattformen zugänglich gemacht. In diesem Zusammenhang wurde am 26. März 2023 im Lembitu-Park in Tallinn ein ihr gewidmetes und von Flo Kasearus gestaltetes Denkmal enthüllt.
Das Estnische Filmmuseum zeigte eine einjährige Ausstellung unter dem Titel Leida Laius. Lõpetamata naeratus (Leida Laius. Das unvollendete Lächeln), die am 31. März 2023 eröffnet wurde. Zu sehen waren Materialien und Objekte aus der Filmsammlung des Estnischen Nationalarchivs aus Laius Privatleben und ihrer Arbeit, die bis dahin der Öffentlichkeit nicht zugänglich waren. Darunter auch Dokumente und Materialien aus der Planungsphase ihrer Filme bis zu ihrer Umsetzung, Aufführung und Rezeption.
Das 57. Internationale Filmfestival Karlovy Vary 2023 führte in der Reihe Out of the Past den Film Das verpasste Treffen (Varastatud kohtumine) auf. Der Film war im Jahr 2022 mit Unterstützung von A Season of Classic Films restauriert worden, einer Initiative der Association des Cinémathèques Européennes, die Teil des Programms Creative Europe MEDIA ist.
Die 75. Internationale Filmfestspiele Berlin 2025 zeigen in der Reihe Berlinale Classics erneut den bereits im Rahmen der Berlinale des Jahres 1987 ausgezeichneten Film Spiele für Schulkinder (Naerata ometi) in einer in 4K digitalisierten und restaurierten Fassung. Das Estnische Nationalarchiv digitalisierte den Spielfilm im Auftrag des Estnischen Filminstituts.

## Theaterrollen
- 1950: Walja in Die Hügel von Varbla von Alexej Simukow
- 1951: Nadeschda in Lodjapuusalu von Oleksandr Kornijtschuk
- 1951: Katku Liisu in Windiger Strand von Aadu Hint/Andres Särev
- 1952: Marta in Der Fischersohn II von Vilis Lācis/Andres Särev
- 1953: Lúscha in Kinder der Sonne von Maxim Gorki
- 1953: Belotelova in Die Hochzeit von Balzaminov von Alexander Ostrowski
- 1954: Kulbi Kai in Der Krieg von Mahtra von Eduard Vilde/Karin Ruus
- 1955: Frau Säinas in Im Hinterhof von Oskar Luts/Andres Särev

## Filmografie
- 1962: Õhtust hommikuni (Kurzfilm)
- 1963: Mäed kui valged elevandid
- 1965: Mäeküla piimamees
- 1968: Libahunt
- 1973: Ukuaru
- 1975: Sündis inimene (Dokumentarfilm)
- 1976: Lapsepõlv (Dokumentarfilm)
- 1978: Jäljed lumel (Dokumentarfilm)
- 1979: Kõrboja peremees
- 1983: Kodulinna head vaimud (Dokumentarfilm)
- 1985: Spiele für Schulkinder (Naerata ometi, mit Arvo Iho)
- 1988: Das verpasste Treffen (Varastatud kohtumine)

## Preise (Auswahl)
- 1995: Preis für das Lebenswerk der Estnischen Kulturstiftung[4]

Spiele für Schulkinder
- 1986: XIX. Unionsfilmfestival in Alma Ata: Hauptpreis[13]
- 1986: Bester Spielfilm und Bester Kinder- und Jugendfilm beim Sowjetisch-Estnischen Filmfestival
- 1987: Internationale Filmfestspiele Berlin: UNICEF-Preis[14]
- 1990: Prix Graine de Cinéphage, Festival International de Films de Femmes (FIFF), Créteil[15][16]

Varastatud kohtumine
- 1989: Bester Spielfilm im Rahmen des 5. Women in Film Festivals und der Vergabe der Lillian Gish Awards bei der Directors Guild of America, Los Angeles[17]
- 1990: Bester Film beim Festival of Female Film Directors, Venedig